# アンヘル・サラス・ララサーバル
アンヘル・サラス・ララサーバル（Ángel Salas Larrazábal, 1906年10月1日 - 1994年7月19日）は、スペイン空軍の軍人で、エース・パイロット。スペイン内戦ではナショナリスト軍に属し、第二次世界大戦ではスペイン人義勇部隊「青飛行隊」を指揮した。

## 経歴
1906年10月1日、サラスはスペインのビスカヤ県ウルドゥニャに生まれる。1921年、軍に入隊し、1926年には砲兵中尉となったが、1927年に空軍へ転じてパイロットとなった。
1936年、モロッコ在勤中にスペイン内戦が勃発し、サラス大尉はナショナリスト側（フランコ軍）に参加することを決意して本国へ戻った。内戦ではデ・ハビランド DH.89 ドラゴン・ラピードなどで飛んだあと、8月23日にNiD 52に搭乗して初戦果をあげた。その後しばらくはフィアット CR.32に搭乗してイタリア空軍とともに戦った。
1937年、サラスは1個中隊の戦闘隊を指揮することになり、この中隊をつれてホアキン・ガルシア＝モラトの指揮する2-G-3航空群（同年4月に「青の小隊」から昇格）に編入された。6月末の時点でサラスの撃墜機数は7機を数えており、9月にモラトが一時スペインを離れた際、2-G-3の指揮を譲り受け、内乱終結までその指揮を執った。
サラスの最も顕著な戦闘は、1938年9月2日にI-16を1機と、当時は高速で撃墜困難とされたSB-2爆撃機3機を1度の出撃で撃墜したことである。内戦期間を通じての出撃回数は618回、空戦回数は49回で、計17機を撃墜した。また地上攻撃で16機と車両48台を破壊したが、自身も4回撃墜されている。
第二次世界大戦では、1941年7月からスペイン人義勇戦闘機隊「青飛行隊」（青中隊）の第一陣を率いて独ソ戦場に出征。青飛行隊はドイツ空軍第27戦闘航空団に所属、サラス少佐はBf109Eに乗って、1942年1月までの半年間に、70回の出撃で7機を撃墜した。
スペイン帰還後は戦中から戦後にかけて、ドイツ、スイス、ポルトガル、フランスの駐在武官を長く務めた。1966年に中将に昇進した後も、1972年までスペイン空軍の要職を歴任し、66歳で予備役に編入された。1975年にフランシスコ・フランコが死んだ後はスペイン王国評議会の一員となり、1991年には元帥格の空軍大将（es:Capitán general）となった。1994年7月19日死去。